# 神楽坂恵
神楽坂 恵（かぐらざか めぐみ、1981年9月28日 - ）は、日本の女優、元グラビアアイドルである。岡山県出身。月の石所属。映画製作会社シオンプロダクション社長。

## 人物・来歴等
趣味は読書、映画鑑賞、特技はピアノ、日舞、弓道（一級）、ソフトボール。他に着付師免許、フラワーアレンジメント初級の資格を所持。
2011年10月23日、出演した映画『冷たい熱帯魚』『恋の罪』を監督した園子温監督と婚約したと報じられた。2011年11月11日入籍。
現在は女優業の傍ら、夫の仕事の事務作業などの裏方の仕事も行っている。

## 受賞歴
- 第33回ヨコハマ映画祭（2011年度）助演女優賞（『冷たい熱帯魚』『恋の罪』）[4]
- おおさかシネマフェスティバル2012（第7回）助演女優賞（『冷たい熱帯魚』『恋の罪』）[5]

## 出演
※太字はメインキャスト。

### 映画
2000年代
- 遠くの空に消えた（2007年） - アン 役
- 学校の階段（2007年） - 間宮紀子 役
- トウキョウ・守護天使（2007年） - 希 役
- 新スパイガール大作戦—惑星からの侵略者—（2008年） - 007ミワ 役
- 窓辺のほんきーとんく（2008年） - 多菜子 役
- プライド（2009年） - 森田 役
- 童貞放浪記（2009年） - 北島萌 役

2010年代
- おやすみアンモナイト 貧乏人抹殺篇/貧乏人逆襲篇（2010年） - クラブママ雪枝 役
- 桃色のジャンヌダルク（2010年） - ドラマ部分 増山麗奈 役
- 十三人の刺客（2010年） - 落合宿の若嫁おたけ 役
- 冷たい熱帯魚（2010年） - 社本妙子 役
- 恋の罪（2011年） - 菊池いずみ 役
- 新スパイガール大作戦〜惑星グリーゼの反乱〜（2012年） - ミワ学長 役
- 寄性獣医・鈴音（2012年） - 相原尚美 役
- ヒミズ（2012年） - 田村圭子 役
- 希望の国（2012年） - 小野いずみ 役
- 地獄でなぜ悪い（2013年） - ジュンコ 役
- しんしんしん（2013年） - 明美 役
- 黒い殺意（2013年 ※中国映画、原題：「人間蒸發」） - 清水美智子 役
- みんな!エスパーだよ!（2015年） - 秋山多香子 役
- ラブ&ピース（2015年） - ユリの母 役
- ひそひそ星（2016年）[6] - 鈴木洋子（“マシンナンバー722”） 役
- クソ野郎と美しき世界（2018年）

### Vシネマ
- スキャンダル・ドール 秘密の媚薬（2005年） - 玲奈 役
- ドリフト6 -Z-（2008年） - 奈々 役
- 堕悪 〜DARK〜（2011年） - 佳奈（犬飼圭司の妻） 役
- 世界で一番素敵なキス（2012年） - 西野和美 役

### テレビドラマ
2000年代
- ファンタズマ〜呪いの館〜 EPISODE 4（2004年） - カップル女 役
- いちばん暗いのは夜明け前（2005年）※第4話ゲスト主演 - サチコ 役
- 森村誠一サスペンス 唄（2006年）
- ケータイ刑事 銭形海 第4話（2007年）
- 漫画喫茶都市伝説 呪いのマンナさん（2008年） - ユリエ 役
- 特命係長 只野仁 4thシーズン第38話（2009年） - 阿部若菜 役

2010年代
- 嬢王3 〜Special Edition〜（2010年） - 小宮山雪乃 役
- 古代少女隊ドグーンV 第9話（2010年） - 土崎/シャコーズα 役
- 幸せの時間（2012年） - 高村燿子 役
- 警視庁捜査一課9係 season8 第2話（2013年） - 西森飛鳥 役
- みんな!エスパーだよ!（2013年） - 秋山多香子 役
  - みんな!エスパーだよ! 番外編〜エスパー、都へ行く〜（2015年） - 秋山多香子 役
- ヤメゴク〜ヤクザやめて頂きます〜 第4話（2015年） - 硲知佳子 役
- 石の繭（2015年） - 八木沼和佳子 役
- 神の舌を持つ男 第6話（2016年） - 加茂陽子（被害者） 役

### Webドラマ
- 闇金ウシジマくん（2014年） - 木村 役
- みんな!エスパーだよ! 〜欲望だらけのラブ・ウォーズ〜（2015年） - 秋山多香子 役
- 東京ヴァンパイアホテル（2017年） - エリザベス・バートリ 役

### 舞台
2011年
- セレブレーション［祝宴］（シアターX：1月）
- 庭園のすべて（MAKOTOシアター銀座：6月）

2012年
- かりて〜糧（笹塚ファクトリー：10月）
- 満ちたりた庭園（笹塚ファクトリー：10月）

### Web番組
- コイカツ〜恋愛ノウハウトークライブ!! vol.2〜（2010年3月19日、マシェリバラエティ マシェバラ）

## リリース作品

### イメージビデオ
| 発売日   | タイトル                                                 | 規格品番   | メーカー                                                                    |
| 2004年   | 2004年                                                   | 2004年     | 2004年                                                                      |
| -------- | -------------------------------------------------------- | ---------- | --------------------------------------------------------------------------- |
| 5月20日  | おねがい神様!                                            | TSDV-11902 | 竹書房                                                                      |
| 8月20日  | cute blue                                                | CUTE-011D  | レイフル                                                                    |
| 11月20日 | ふわ・ふわわん                                           | LCDV-20112 | ラインコミュニケーションズ                                                  |
| 2005年   |                                                          |            |                                                                             |
| 2月18日  | motto...                                                 | TSDV-11955 | 竹書房                                                                      |
| 5月31日  | ふ・れ・あい                                             | VEPD-32    | ベガファクトリー                                                            |
| 7月25日  | 黒の天使（東京美優）                                     | DMSM-6257  | GPミュージアムソフト                                                        |
| 8月20日  | ぽよ ぽよよ〜ん♪                                         | LCDV-20155 | ラインコミュニケーションズ                                                  |
| 8月20日  | あ・り・え・な〜い!                                      | LCDV-20156 | ラインコミュニケーションズ                                                  |
| 11月30日 | めぐりあい                                               | VEPD-40    | ベガファクトリー                                                            |
| 12月16日 | Diamonds                                                 | CBSP-001   | 日本メディアサプライ、小田有紗とのコラボ                                    |
| 2006年   |                                                          |            |                                                                             |
| 1月31日  | 神楽坂恵 Complete DVD Box                                | VEST-006   | ベガファクトリー、「ふれあい」、「めぐりあい」と秘蔵映像のDVD 計3枚のセット |
| 2月10日  | MA CHERIE                                                | TSDV-41030 | [ 7 ]                                                                       |
| 3月20日  | たわわんBOX                                              |            |                                                                             |
| 3月22日  | EIGHT                                                    | EIGHT-033D | レイフル、小田有紗とのコラボ                                                |
| 5月20日  | Mirage                                                   | LCDV-20209 | ラインコミュニケーションズ                                                  |
| 8月18日  | Supreme                                                  | DCB-066    |                                                                             |
| 2007年   |                                                          |            |                                                                             |
| 10月26日 | UNDRESS〜神楽坂 恵 FINAL〜                               | DABA-0394  | 角川映画                                                                    |
| 2011年   |                                                          |            |                                                                             |
| 3月4日   | 月刊NEO 神楽坂恵〜火花の時〜                             | ENEO-0002  | イーネット・フロンティア、木村草一監督                                      |
| 9月29日  | 月刊NEOムービー 神楽坂恵 緊縄恋愛 アラキネマ・バージョン | ENEO-0006  | イーネット・フロンティア、荒木経惟監督                                      |

### DVD
- 決心（2010年3月4日）

### 著作
- 私、グラビアアイドルやめたいんです。（2006年12月13日、ゴマブックス、撮影：河野英喜）ISBN 978-4-7771-0546-5

### 写真集
| 発売日         | タイトル                             | 撮影者             | 出版元                   | ISBN                   |
| -------------- | ------------------------------------ | ------------------ | ------------------------ | ---------------------- |
| 2004年5月？日  | Infinity                             | 木村晴             | 彩文館出版               | ISBN 978-4-7756-0043-6 |
| 2004年8月      | アムリタ                             | 橋本雅司           | バウハウス               | ISBN 978-4-89461-982-1 |
| 2005年1月29日  | motto...                             | くぼたあきひと     | 竹書房                   | ISBN 978-4-8124-1986-1 |
| 2005年9月27日  | come in                              | 橋本雅司           | 学習研究社               | ISBN 978-4-05-402869-2 |
| 2007年2月10日  | かぐ裸ジャポン 彼女の赤裸々な部分    | 根本好伸           | コアマガジン             | ISBN 978-4777105465    |
| 2008年12月20日 | はだいろ                             | 編集：FRIDAY編集部 | 講談社                   | ISBN 978-4-06-352810-7 |
| 2009年8月1日   | はだいろ 海                          | 編集：FRIDAY編集部 | 講談社                   | ISBN 978-4-06-352814-5 |
| 2010年10月13日 | 月刊 神楽坂恵 炎暑(SHINCHO MOOK 137) | 笠井爾示           | 新潮社                   | ISBN 978-4-10-790223-8 |
| 2011年9月29日  | 月刊NEO 神楽坂恵 THE LAST            | 荒木経惟           | イーネット・フロンティア | ISBN 978-4862058423    |

### グラビア雑誌
- sabra2005年7月14日（012号）、2006年10月26日（018号）、2007年12月号

## その他
- 遠藤賢司のアルバム『恋の歌』（ジャケットモデル、2014年6月4日発売）